# Anatolische Forelle
Die Anatolische Forelle (Salmo platycephalus) ist eine Fischart aus der Familie der Lachsfische (Salmonidae), die im mittleren Süden der Türkei in den Flüssen Karagöz, Soguksu und Uzunyayla endemisch ist. Die Art könnte auf ausgesetzte Forellen (Salmo trutta) zurückgehen, mit der die Anatolische Forelle möglicherweise konspezifisch ist. Die Fische sind relativ häufig, gelten aber auf Grund ihres kleinen Verbreitungsgebiets als bedroht.

## Merkmale
Anatolische Forellen haben einen breiten Kopf mit stumpfer Schnauze. Sie sind düster braun gefärbt mit hellerem Bauch. Die Flossen sind groß mit hellen Rändern. Die Rückenflosse weist drei Hart- und 10 Weichstrahlen auf, die Afterflosse drei Hart- und acht Weichstrahlen. Die Brustflossen weisen 14, die Bauchflossen neun Strahlen auf. Das Seitenlinienorgan verläuft durch 109 bis 110 Schuppen. Die Kiemenreuse trägt am ersten Bogen 23 oder 24 Dornen.

## Lebensweise
Die Art kommt in schnell fließenden Gebirgsflüssen vor. Die Laichzeit liegt im Herbst. Es wird ein Alter von etwa 10 Jahren erreicht.